# Number 4
A #4 (Number 4) a Ling tosite sigure japán rockegyüttes bemutatkozó stúdióalbuma, amely 2005. november 9-én jelent meg az együttes által alapított Nakano Records független kiadó gondozásában.
Az album a száznegyvenötödik helyen nyitott a japán Oricon eladási listáján és összesen 8 962 példányt adtak el belőle.

## Számlista
Az összes szám szerzője TK.
| 1.    | Azajaka na szacudzsin (鮮やかな殺人)           | 4:45 |
| 2.    | Telecaster no sindzsicu (テレキャスターの真実) | 3:26 |
| 3.    | Sadistic Summer                                | 4:26 |
| 4.    | Turbocharger ON (ターボチャージャーON)         | 5:17 |
| 5.    | Acoustic                                       | 3:58 |
| 6.    | Akai júvaku (赤い誘惑)                         | 4:47 |
| 7.    | O.F.T                                          | 4:51 |
| 8.    | CRAZY kandzsó STYLE (CRAZY感情STYLE)           | 5:00 |
| 9.    | Tornado G (トルネードG)                        | 3:13 |
| 10.   | Bókan (傍観)                                   | 6:20 |
| 11.   | TK in the júkei (TK in the 夕景)               | 4:22 |
| 45:41 |                                                |      |